# Định Hương
Trưởng lão Định Hương tức Lã Định Hương (呂定香, ?-1050) tu tại chùa Cảm Ứng, Ba Sơn, phủ Thiên Đức, người Châu Minh, gia thế dòng tịnh hạnh. Trưởng lão là một trong ba người (một người khuyết lục) thuộc thế hệ thứ 6, dòng Vô Ngôn Thông.

## Cơ duyên và hành trạng
Thuở nhỏ Định Hương thọ giáo với Thiền sư Đa Bảo tại chùa Kiến Sơ. Trải qua 24 năm, môn đồ của Thiền sư Đa Bảo có hơn trăm người nhưng chỉ có Sư cùng với Quốc Bảo Hòa được chọn làm thủ lĩnh, nhưng Sư thấu rõ nhất tông chỉ của Đa Bảo. Một hôm Sư hỏi Đa Bảo: Làm thế nào để thấy được chân tâm?
Đa Bảo dạy: Chính ngươi tự phát hiện.
Sư bỗng nhiên hiểu được yếu chỉ, liền thưa: Hết thảy đều như thế, chứ có riêng gì tôi.
Đa Bảo hỏi: Ngươi đã hiểu chưa?.
Sư đáp: Khi đệ tử hiểu rồi, cũng giống như lúc chưa hiểu.
Đa Bảo dạy: Nên đem tâm đó mà quyết chắc
Sư bưng tai, đứng quay lưng lại.
Đa Bảo liền quát: Đi. Sư sụp lạy.
Đa Bảo dạy: Từ nay ngươi hãy như một kẻ đui điếc trong việc tiếp người.
Đô tướng thành hoàng sứ là Nguyễn Tuân khâm phục tài đức của Sư, nên mời về chùa đó ở. Người học vân tập, dạy dỗ dắt dìu, công Sư không ít.
Ngày 3 tháng 3 năm Canh Dần nhằm niên hiệu Sùng Hưng Đại Bảo thứ 2 (1050) triều Lý Thái Tông, Sư nhuốm bệnh, họp chúng để từ biệt, đọc kệ:
| 真與幻 本來無處所 處所是真宗 真宗如是幻 幻有即空空 | Chân dữ huyễn Bản lai vô xứ sở Xứ sở thị chân tông Chân tông như thị huyễn Huyễn hữu tức không không | Tạm dịch: Xưa nay không xứ sở Xứ sở là chân tông Chân tông huyển như thế Huyễn có tức không không |

Nói kệ xong, Sư lặng lẽ viên tịch.